# Réalmont
Réalmont è un comune francese di 3 342 abitanti situato nel dipartimento del Tarn nella regione dell'Occitania.

## Società

### Evoluzione demografica
Abitanti censiti